# 갈문왕
갈문왕(葛文王)은 신라 때 왕실에서 왕위에 오르지 못하고 죽은 왕족 및 왕의 근친 귀족에게 추봉하던 왕명이다.

## 역사
이사금 시대에는 “갈문”이라고 표현하다가 중국식의 “왕”이라는 호칭이 수용되면서 마립간 시대에는 “갈문왕”이라고 부르게 된 것으로 보인다.
《삼국사기》에는 조분 이사금의 아버지 골정(骨正), 첨해 이사금의 아버지 세신(世神), 지증 마립간의 아버지 습보(習寶), 진덕여왕의 아버지 국반(國飯) 등이 왕의 생부로서 갈문왕에 봉해졌으며, 일지(日知), 허루(許婁), 마제(摩帝), 내음(奈音), 이칠(伊柒), 복승(福勝) 등은 왕의 장인으로서 갈문왕에 봉해졌다.
또한 왕의 숙부로서 갈문왕에 봉해진 사례도 있다. 진평왕의 동생이자 선덕여왕의 삼촌인 백반(伯飯) 갈문왕과 국반(國飯) 갈문왕이 그들이다.
왕의 남편으로 갈문왕이 된 사례로는 선덕여왕의 남편 음갈문왕(飮葛文王)이 있다.
갈문왕이라는 칭호는 《삼국사기》 뿐만 아니라, 금석문 '영일냉수리신라비' 에도 등장한다.
일성 이사금 15년 박아도를 갈문왕에 추봉한 기록이 처음으로 갈문왕을 추봉하는 기록이며 갈문왕에 대한 분주가 처음 등장하는 기록이기도 하다. 이러한 이유로 추봉 제도의 시작을 일성 이사금의 박아도 추봉으로 보는 견해가 있다.
신라 초기, 왕비와 왕모의 아버지가 갈문왕으로 등장하는 것은 눌지 마립간 19년의 역대 왕릉 수즙을 기점으로 일괄 추봉했기 때문으로 보는 견해가 있다. 여기에는 실성 마립간 어머니의 아버지가 갈문왕이 아닌 점도 하나의 방증 사례로 본다. 또한 '왕호'가 사용된 시기가 눌지 마립간 이후라는 이유로 이전에는 '갈문'이라는 용어만 사용되다가 이 시기부터 '갈문왕'이라는 호칭이 사용된듯 하다.
마립간 시기 왕의 형제에게 갈문왕의 지위를 책봉하기 시작한 이유가 왕위 계승의 원칙이 기존 모계 왕비 중심의 세대 계승에서 부자 계승으로 변화되는 과정에서 왕의 형제의 왕권에 대한 도전을 차단하기 위함이었다는 견해가 있다. 실제로 미추 이사금부터 눌지 마립간까지는 광명부인-보반부인-아류부인-차로부인으로 이어지는 모계를 중심으로 여사제의 기능을 수행하는 왕비와의 혼인, 개인적인 능력, 국인의 추대를 받아 즉위하였다. 반면 눌지 마립간이후부터는 부자 계승으로 전환되면서 왕비의 계보는 불확실하거나 이름조차 전하지 않게 된다.

## 같이 보기
- 신라의 관직
- 고추가
- 대원군
- 부원군
- 친왕

## 참고 자료
- 한국방송공사 (2007년 9월 1일 방송). “KBS 라디오 다큐멘터리 역사를 찾아서 <제150편> 파사이사금, 소국병합에 나서다”. 2012년 12월 19일에 원본 문서에서 보존된 문서. 2007년 12월 1일에 확인함.
- 이 문서에는 다음커뮤니케이션(현 카카오)에서 GFDL 또는 CC-SA 라이선스로 배포한 글로벌 세계대백과사전의 내용을 기초로 작성된 글이 포함되어 있습니다.